# The Shadow of Death
acest articol este despre pictura lui William Holman Hunt. Pentru jocul video, vezi Heroes of Might and Magic III: The Shadow of Death
The Shadow of Death este o pictură religioasă realizată de William Holman Hunt, la care a lucrat în perioada 1870 - 1873, după a doua sa călătorie spre Țara Sfântă. Pictura îl prezintă pe Iisus Hristos ca tânăr înainte de a-și începe misiunea sa pe Pământ, lucrând ca tâmplar. El își întinde mâinile ca după o muncă grea. Umbrele mâinii sale creează o umbră a morții, prefigurând crucificarea. Mama sa, Maria, este prezentată în stânga, cu spatele, în dreptul umbrei lui Iisus, umblând într-o cutie în care ea a păstrat darurile primite de la Magi.  